# 宣平県 (河北省)
宣平県（せんへい-けん）は中華人民共和国河北省にかつて存在した県。現在の張家口市懐安県東部に相当する。
1197年（承安2年）、金朝により設置される。1371年（洪武4年）、明朝により廃止された。